# Thüringer Zipfel

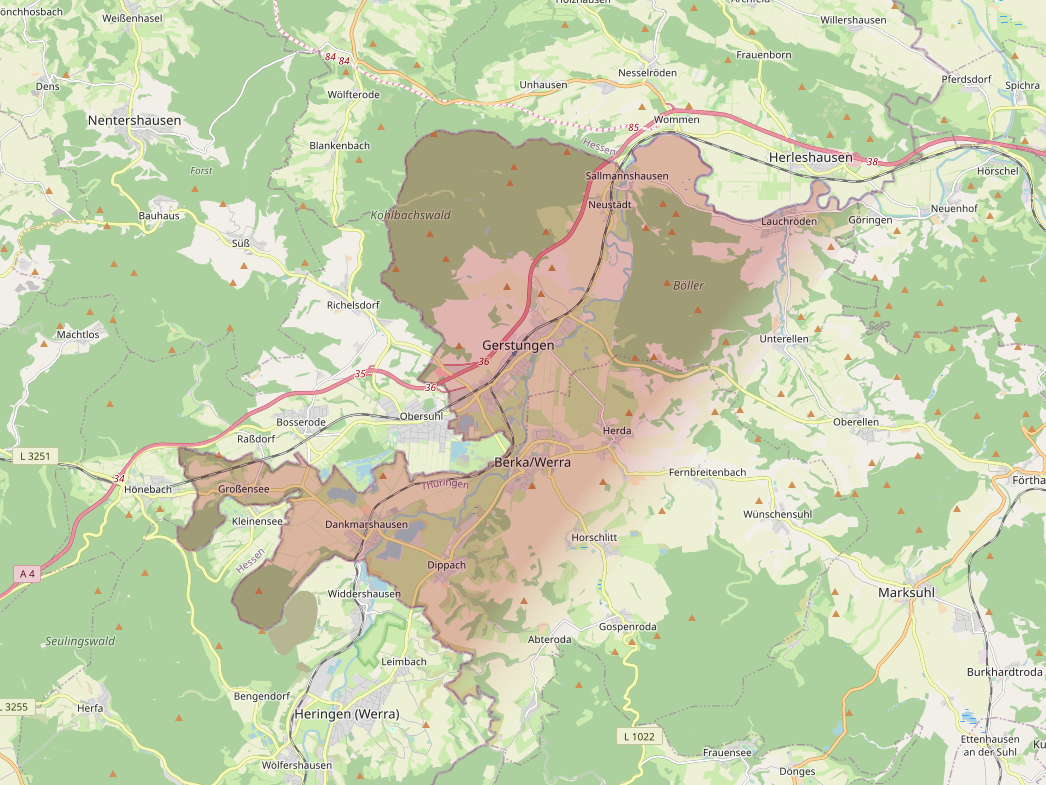
Übersichtskarte Thüringer Zipfel (rot getönt) mit heutigen Verkehrswegen

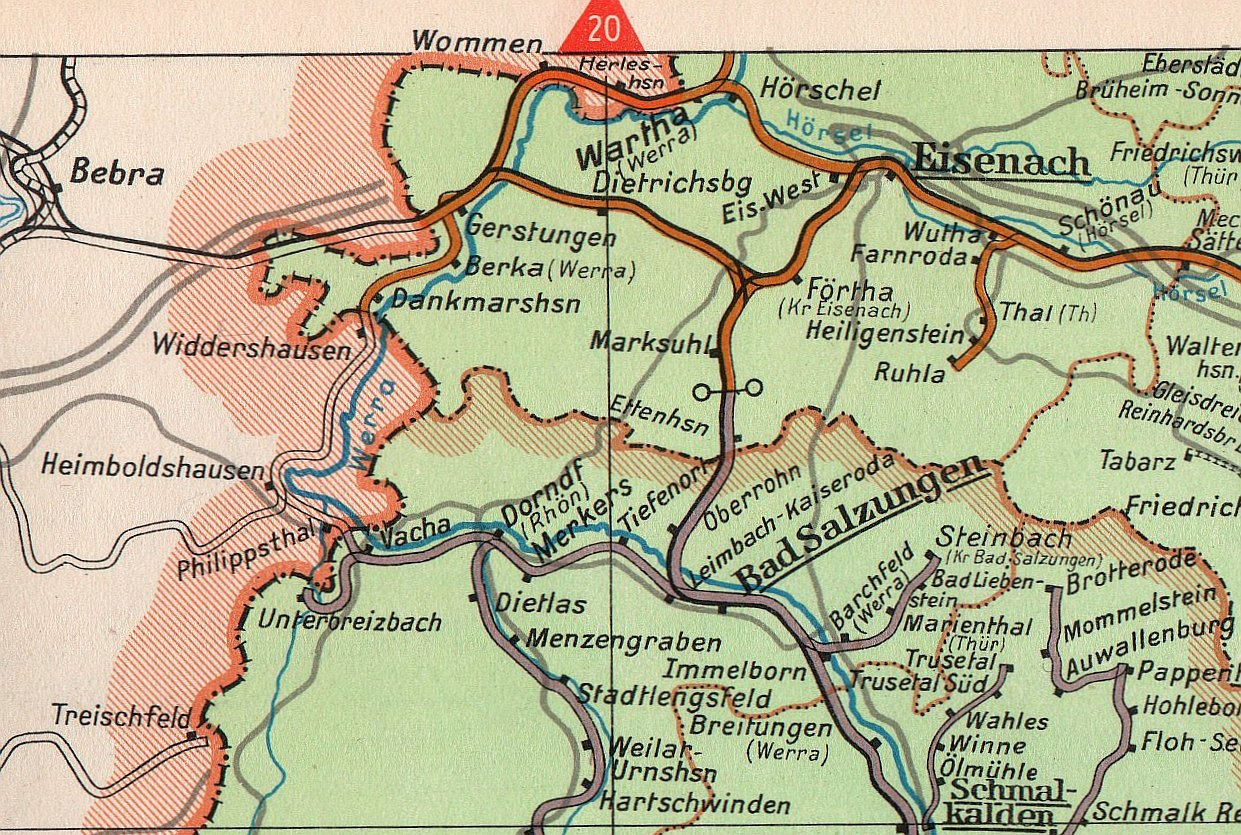
Thüringer Zipfel, links oben (Eisenbahn-Verkehrskarte der DDR, Januar 1967, S. 26, Ausschnitt Eisenach-Bebra)

Mit Thüringer Zipfel werden zwei Ausbuchtungen des Landesgebietes von Thüringen in das benachbarte Hessen hinein bezeichnet. Das Gebiet ist heute Teil der Gemeinden Gerstungen und Werra-Suhl-Tal im Wartburgkreis. Es erlangte während der deutschen Teilung verkehrstechnische Bedeutung, da es westlich des Grenzübergangs Wartha/Herleshausen sowohl von der Bahnstrecke Halle–Bebra als auch von der Bundesautobahn 4 ohne eigene Grenzabfertigung durchquert wurde. Die daraus entstehenden Einschränkungen bestanden bis zur Grenzöffnung.

## Autobahn 4

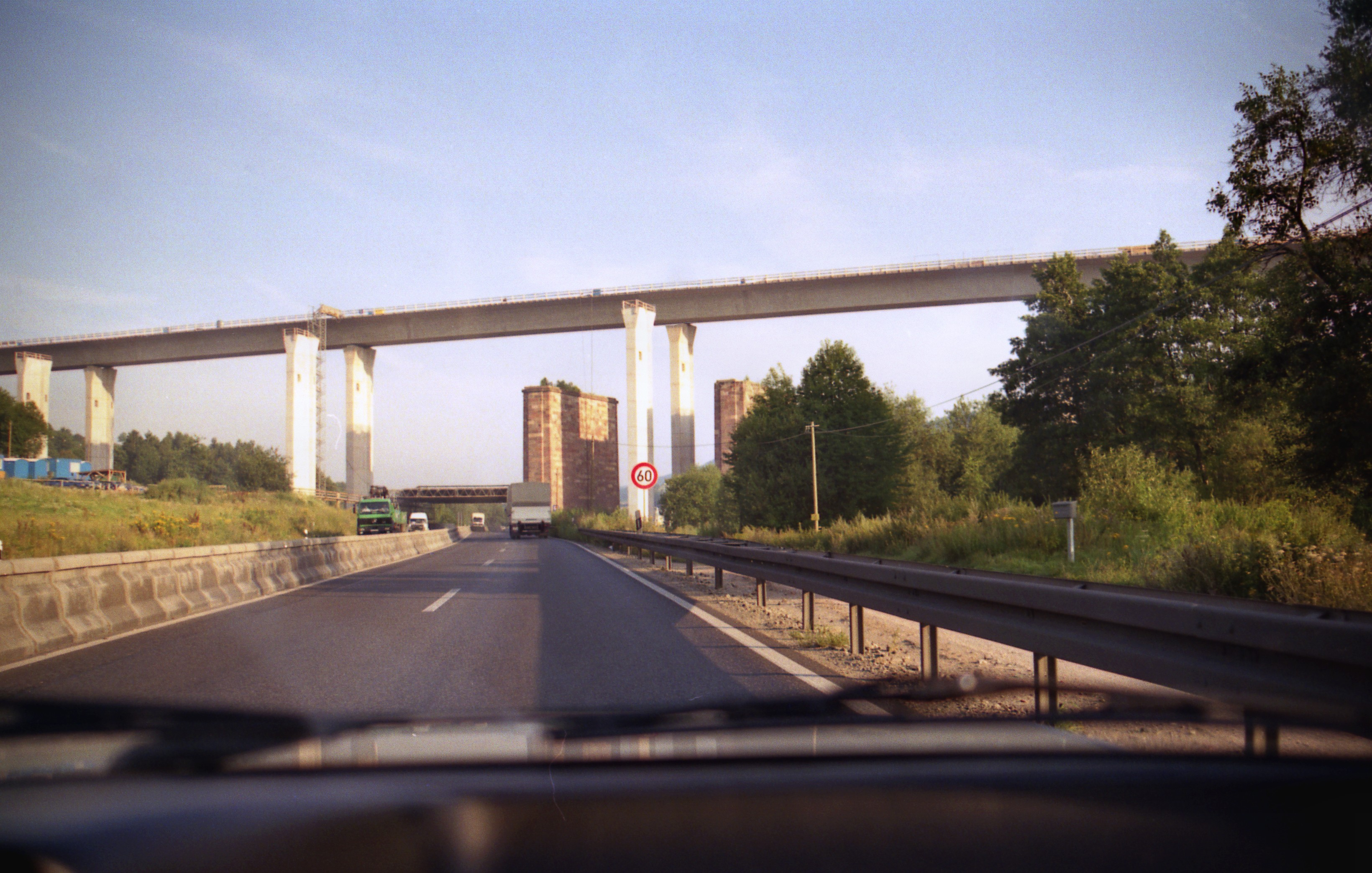
1993: Die Weihetalbrücke im Bau

Nach Auffassung der DDR waren Grenzkontrollen für die Transitstrecke nach West-Berlin erst östlich von Herleshausen vorgesehen. Der Autobahnabschnitt zwischen Obersuhl und Eisenach querte westlich davon noch zweimal die innerdeutsche Grenze: bei Obersuhl und bei Wommen. Der dazwischen liegende Abschnitt durch die nordöstliche Ausbuchtung des Thüringer Zipfels, bei Kriegsende erst teilweise fertiggestellt, blieb während der deutschen Teilung gesperrt und verfiel. Als Straßenverbindung nach Herleshausen wurde auf hessischer Seite ab Anschlussstelle Obersuhl die Bundesstraße 400 eingerichtet, die den Zipfel umging. Der (wieder hessische) Autobahnabschnitt von Wommen bis Herleshausen war zunächst ebenfalls gesperrt, wurde jedoch 1978 in Betrieb genommen, um Herleshausen vom Durchgangsverkehr zu entlasten.
Nach der Grenzöffnung wurden die beiden Abschnitte bis 1994 komplett ausgebaut. Dabei wurde unter anderem die Weihetalbrücke errichtet sowie die Talbrücke Wommen fertiggestellt und in Betrieb genommen.

## Bahnstrecke Halle–Bebra

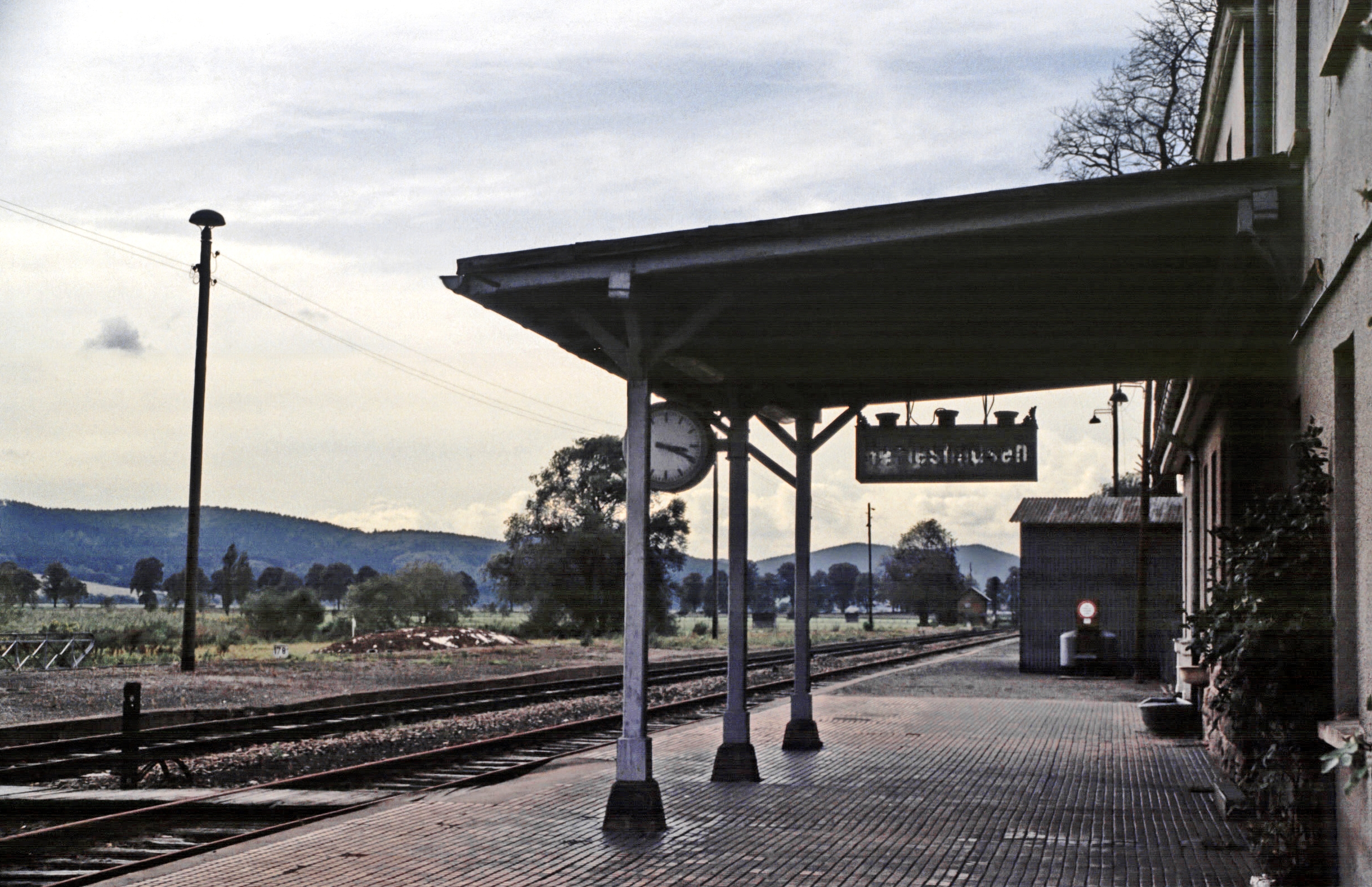
1983: Der brachliegende Bahnhof Herleshausen

Die Bahnstrecke Halle–Bebra querte westlich von Herleshausen noch viermal die innerdeutsche Grenze: zweimal parallel zur Autobahn und zusätzlich zweimal an der südwestlichen Ausbuchtung des Zipfels zwischen Obersuhl und Hönebach.
Die Grenzabfertigung befand sich zunächst im Bahnhof Wartha (Werra), der westlich anschließende und größtenteils in Hessen liegende Bahnabschnitt zwischen Herleshausen und Wommen wurde (als einzige Bahnverbindung zum thüringischen Gerstungen) von der Deutschen Reichsbahn (DR) betrieben. Personenzüge fuhren hier verschlossen durch, um Republikflucht durch Abspringen in Hessen zu verhindern.
Um Gerstungen ohne Grenzübertritt an das Bahnnetz der DR anzubinden, wurde 1961/62 unter hohem Aufwand von dort eine eingleisige Strecke über den Dietrichsberg nach Förtha und Eisenach gebaut, die Bahnstrecke Förtha–Gerstungen. 1963 wurde die Grenzabfertigung vom Bahnhof Wartha zum Bahnhof Gerstungen verlegt, wo grenzüberschreitende Züge einen bis zu 50 Minuten langen Kontrollaufenthalt ohne Ein- oder Ausstiegsmöglichkeit einlegen mussten.
Nach der Grenzöffnung wurde im Zuge des Verkehrsprojekts Deutsche Einheit Nr. 7 die gesamte Strecke zwischen Bebra und Eisenach über Herleshausen wiederhergestellt; die Anbindungstrecke wurde stillgelegt und später abgebaut.